# 380 pr. n. št.

## Dogodki
- Izokrat napiše Panegyrinkós

## Rojstva
- Darej III., perzijski kralj († 330  pr. n. št.)

## Smrti
- Neferit II., faraon iz 29. dinastije (* ni znano)